# Armand Silvestre
Paul-Armand Silvestre (París, 18 d'abril de 1837 - Tolosa, 19 de febrer de 1901) fou un escriptor, novel·lista, poeta, narrador, llibretista i crític francès.
Va escriure el llibret de Henri VIII per a Camille Saint-Saëns, i el d'Satanita, (1897) per a Georges Rosenlecker.